# Новая Выставка
 Новая Выставка  — деревня в Сандовском районе Тверской области.

## География
Находится в северо-восточной части Тверской области на расстоянии приблизительно 27 км по прямой на запад-юго-запад по прямой от районного центра поселка Сандово.

## История
Деревня была отмечена уже только на карте 1983 года. С 2005 до 2020 года входила в состав ныне упразднённого Лукинского сельского поселения.

## Население
Численность населения: 8 человек (русские 100 %) в 2002 году, 5 в 2010.